# Joseph Lecacheux
Joseph Marie Lecacheux (Montebourg, 15 maart 1880 - Parijs, 4 november 1952), was een Frans liberaal politicus.

## Biografie
Joseph Lecacheux werd op 15 maart 1880 geboren te Montebourg, departement Manche (regio Normandië). Hij was de zoon van een textielfabrikant en volgde middelbaar onderwijs te Caen. Vervolgens studeerde hij medicijnen in Parijs. In 1910 werd hij dokter en vestigde zich als huisarts in Montebourg. In 1912 werd hij voor de liberale Parti Radical-Socialiste (PRS, Radicaal-Socialistische Partij) lid van de gemeenteraad van Monteborg en in 1913 werd hij conseiller général (lid van de Generale Raad) van het kanton Montebourg. In 1913 werd hij tot burgemeester van Montebourg gekozen (tot 1928).
Joseph Lecacheux maakte tijdens de Eerste Wereldoorlog (1914-1918) deel uit van een infanterie-eenheid. Hij werd verscheidene malen onderscheiden. In 1918 werd hij bevorderd tot kapitein.
Joseph Lecacheux werd bij de parlementsverkiezingen van 1928 als aanhanger van het strikte financiële beleid van premier Raymond Poincaré in de Kamer van Afgevaardigden (Chambre des Députés) gekozen. Hij vertegenwoordigde het departement Manche. Hij maakte deel uit van de fractie van de centrum-rechtse Alliance Démocratique (AD, Democratische Alliantie) en sinds 1936 van de AD-Radicaux Indépendants-fractie. Als parlementariër was hij lid van de kamercommissies Volksgezondheid, Marine, Handel en Industrie. Hij was een fel tegenstander van het Cartel des Gauches (Links Cartel) en het Front Populaire (Volksfront), wier financieel-economisch beleid hij desastreus achtte.

## Een vande Vichy 80
Op 10 juli 1940, na de Franse nederlaag tegen nazi-Duitsland, stemde hij als parlementariër tegen het verlenen van volmachten aan de maarschalk Philippe Pétain.
Bij de parlementsverkiezingen van 1945 werd hij voor de conservatief-liberale Parti Républicain de la Liberté (PRL, Republikeinse Partij van de Vrijheid) in de Franse Nationale Vergadering (Assemblée Nationale) gekozen. In 1946 werd hij herkozen.
In 1948 werd Joseph Lecacheux voor het departement Manche in de Conseil de la République (Raad van de Republiek) gekozen.
Na de fusie van de PRL met het Centre National des Indépendants (CNI) tot het Centre National des Indépendants et Paysans (CNIP, Nationaal Centrum van Onafhankelijken en Boeren) in 1951 werd Lecacheux lid van deze partij.
Joseph Lecacheux overleed op 72-jarige leeftijd, op 4 november 1952 in Parijs.

## Onderscheidingen
- Officier in het Legioen van Eer
- Croix de Guerre 1914-1918 (Oorlogskruis 1914-1918)
- Quatre citations à l'Ordre de l'Armée (Vier vermeldingen in de Orde van het Leger)

## Voetnoten
1. ↑  Benaming van de Senaat tijdens de Vierde Franse Republiek 1946-1958

- Bibliothèque nationale de France: cb170676194 (data)
- International Standard Name Identifier: 0000 0004 5970 1303
- Base Léonore: 19800035/88/11022
- Virtual International Authority File: 37148933593954301441